# طورزا
طورزا هي قرية لبنانية من قرى قضاء بشري في محافظة الشمال. عدد الناخبين فيها ٢,٢٢٠، موزعين على إناث ١,١٠٠ وذ كر ١,١٢٠. ترتفع عن سطح البحر ٧٠٠ م . تبعد عن بيروت ٨٣ كلم وعن مركز المحافظة طرابلس ٢٣ كلم وعن مركز القضاء بشري ٢٩ كلم.